# ICD-10 챕터 I: 특정 전염병 및 기생충병
ICD-10 목록의 1번째 챕터이다. A00~B99까지를 포괄하며, 특정 전염병 및 기생충병(Certain infectious and parasitic diseases)에 관한 것이다.

## A00–A79 – 세균성 감염 및 기타 장 감염성 질병 및 성병

### (A00–A09) 장 감염성 질병
- A00 콜레라
- A01 장티푸스 및 파라티푸스
- A01.0 장티푸스열
  - A01.1 파라티푸스 A형
  - A01.2 파라티푸스 B형
  - A01.3 파라티푸스 C형
  - A01.4 파라티푸스, 상세불명
- A02 기타 살모넬라 감염
- A03 이질
  - A03.0 Shigella dysenteriae에 의한 이질
  - A03.1 Shigella flexneri에 의한 이질
  - A03.2 Shigella boydii에 의한 이질
  - A03.3 Shigella sonnei에 의한 이질
  - A03.8 기타 이질
  - A03.9 이질, 상세불명
- A04 기타 세균성 장 감염
  - A04.0 병원성대장균(Enteropathogenic Escherichia coli) 감염
  - A04.1 독소원성대장균(Enterotoxigenic Escherichia coli) 감염
  - A04.2 장침투성대장균(Enteroinvasive Escherichia coli) 감염
  - A04.3 장출혈성대장균(Enterohaemorrhagic Escherichia coli) 감염
    - O-157 감염

  - A04.4 기타 장내 대장균 감염
  - A04.5 캄필로박터 장염
  - A04.6 Yersinia enterocolitica에 의한 장염
  - A04.7 Clostridium difficile에 의한 전장염
  - A04.8 장 감염 질환
  - A04.9 세균성 장 감염, 명시되지 않음
- A05 기타 세균성 식중독
  - A05.0 식품매개 포도상구균성 식중독
  - A05.1 보툴리누스 중독
  - A05.2 식품매개 웰치간균성 식중독
- A06 아메바증
  - A06.0 급성 아메바성 이질
  - A06.1 만성 아메바성 이질
  - A06.2 아메바성 비이질성 대장염
  - A06.3 장내 아메바종
  - A06.4 아메바성 간농양
  - A06.5 아메바성 폐농양
  - A06.6 아메바성 뇌농양
  - A06.7 피부 아메바증
  - A06.8 기타 부위의 아메바증
  - A06.9 아메바증, 상세불명
- A07 기타 원생동물성 장 질병
  - A07.0 대장섬모충증(Balantidiasis)
  - A07.1 편모충증(Giardiasis) 또는 람블편모충증(Lambliasis)
  - A07.2 와포자충증(Cryptosporidiosis)
  - A07.3 작은와포자충증(Isosporiasis)
  - A07.8 기타 특정 원생동물성 장 질병
    - 트리코모나스증

  - A07.9 원생동물성 장 질병, 상세불명
- A08 바이러스성 및 기타 특정 장 감염
  - A08.0 로타바이러스성 창자염
- A09 감염성 기원으로 추정되는 설사 및 장염

### (A15–A19) 결핵
- A15 호흡기 결핵, 세균학적 및 조직학적으로 확인됨
- A16 호흡기 결핵, 세균학적 및 조직학적으로 확인되지 않음
- A17 신경계의 결핵
  - A17.0 결핵수막염
- A18 기타 기관의 결핵
  - A18.0 뼈 및 관절의 결핵
  - A18.1 비뇨·생식계의 결핵
  - A18.2 결핵성 말초 림프절병증
  - A18.3 위장기관·복막·장간막의 결핵
  - A18.4 피부 및 피하조직의 결핵
    - 피부선병(Scrofuloderma)

  - A18.5 눈의 결핵
  - A18.6 귀의 결핵
  - A18.7 부신의 결핵
  - A18.8 기타 특정 기관의 결핵
- A19 속립 결핵

### (A20–A28) 특정 동물 매개 세균성 질병
- A20 페스트
  - A20.0 림프절 페스트
  - A20.1 소성결합조직피부 페스트
  - A20.2 폐렴형 페스트
  - A20.3 페스트성 수막염
  - A20.7 패혈증형 페스트
  - A20.8 페스트의 기타 형태
  - A20.9 페스트, 상세불명
- A21 야토병
- A22 탄저
- A23 브루셀라증
- A24 마비저 및 유사비저
  - A24.0) 마비저
  - A24.1) 급성 및 전격성 유사비저
  - A24.2) 아급성 및 만성 유사비저
  - A24.3) 기타 유사비저
  - A24.4) 유사비저, 상세불명
- A25 서교증
  - A25.0 나선균증
  - A25.1 연쇄간균증
  - A25.9 서교증, 상세불명
- A26 유사단독
- A27 렙토스피라증
- A28 기타 동물매개 세균성 질병, 달리 분류되지 않음
  - A28.0 파스퇴렐라증
  - A28.1 묘소병

### (A30–A49) 기타 세균성 질병
- A30 나병 (한센병)
- A31 미코박테륨에 의한 감염
  - A31.0 폐 미코박테륨 감염
  - A31.1 피부 미코박테륨 감염
- A32 리스테리아증
- A33 신생아 파상풍
- A34 산과 파상풍
- A35 기타 파상풍
- A36 디프테리아
- A37 백일해
- A38 성홍열
- A39 수막구균 감염
- A40 연쇄상구균성 패혈증
- A41 기타 패혈증
- A42 방성균증
- A43 노카르디아증
- A44 바르토넬라증
- A46 단독
- A48 다른 곳에 분류되지 않은 기타 박테리아성 질병
- A49 박테리아 감염, 상세불명

### (A50–A64) 대개 성적 접촉으로 전파되는 감염
- A50 선천 매독
- A51 조기 매독
- A52 만기 매독
- A53 기타 및 상세불명의 매독
- A54 임균성 감염
- A55 클라미디아성 림프육아종 성병성
- A56 기타 성적으로 전파되는 클라미디아성 질병
- A57 연성하감
- A58 서혜육아종
- A59 편모충증

## 상위 항목
- ICD-10